# Sing for the Moment
Sing for the Moment è un singolo del rapper Eminem, pubblicato il 25 febbraio 2003 come quarto singolo estratto dal quarto album in studio The Eminem Show.
Sing for the Moment contiene un campionamento da Dream On, noto brano degli Aerosmith, cui sono ripresi il ritornello di Steven Tyler e l'assolo di chitarra di Joe Perry. La canzone fa anche parte della raccolta Curtain Call: The Hits (2005).

## Descrizione
La canzone parla dei potenziali effetti dell'hip hop sulla società e sulle cattive interpretazioni, da parte di critici e genitori male informati, dei testi del rapper di Detroit. Eminem risponde con questa canzone ai critici che lo hanno accusato di incitare i giovani alla violenza. Dice che commettere un crimine è una reazione a chi offende. Ci sono anche riferimenti a John Guerrera, un buttafuori con cui il rapper litigò nel 2000 arrivando addirittura a puntargli contro una pistola scarica.
Il 28 febbraio 2018, la RIAA lo certifica singolo di platino per il milione di unità vendute nel mercato statunitense.

## Tracce
1. Sing for the Moment (non censurata) - 5:40
2. Rabbit Run (non censurata) - 6:22
3. Sing for the Moment (strumentale) - 3:11

## Classifiche
| Classifica        | Posizione massima |
| ----------------- | ----------------- |
| Australia         | 5                 |
| Austria           | 7                 |
| Belgio (Fiandre)  | 6                 |
| Belgio (Vallonia) | 15                |
| Danimarca         | 8                 |
| Finlandia         | 5                 |
| Francia           | 28                |
| Germania          | 5                 |
| Italia            | 5                 |
| Norvegia          | 10                |
| Nuova Zelanda     | 5                 |
| Paesi Bassi       | 8                 |
| Regno Unito       | 6                 |
| Stati Uniti       | 14                |
| Stati Uniti (pop) | 4                 |
| Svezia            | 11                |
| Svizzera          | 8                 |